# Milvago
Milvago von Spix, 1824 è un genere di uccelli della famiglia dei Falconidi.

## Tassonomia
Il genere comprende le seguenti specie:
- Milvago chimachima (Vieillot, 1816) - caracara testagialla
- Milvago chimango (Vieillot, 1816) - caracara chimango